# Фадин, Анатолий Александрович
Анатолий Александрович Фадин (род. 12 марта 1937) — советский хоккеист, защитник.
Победитель молодёжного чемпионата СССР 1955/56 в составе ЦСК МО. Всю карьеру провёл в московском «Локомотиве». В чемпионате СССР отыграл девять сезонов (1956/57 — 1964/65). Играл в товарищеских матчах за молодёжную, вторую и первую сборные СССР.